# James Barry

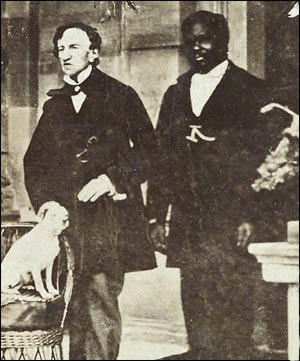
James Barry till vänster, cirka 1850.

James Barry, född Margaret Ann Bulkley cirka 1795 i Cork på Irland, död 25 juli 1865 i England, var en irländsk militärläkare. Barry föddes som kvinna, men levde hela sitt vuxna liv som man.
Barry läste medicin och tog examen vid universitetet i Edinburgh 1812. Barry var sedan anställd hela livet som arméläkare i de brittiska kolonierna i Indien och Kapstaden, där Barry steg i graderna. Barry var en av de få under sin tid som genomförde ett kejsarsnitt där både modern och barnet överlevde.
James Barry dog den 25 juli 1865 av dysentri. Sophia Bishop som tvättade kroppen upptäckte då att Barry var en kvinna. Kroppen hade också bristningar, vilket tolkades som att Barry hade fött ett barn som mycket ung.
Barry hade då tjänstgjort i 46 år som militärläkare, och upptäckten väckte stor uppståndelse i det viktorianska Storbritannien. Artiklar och böcker skrevs om historien, och 1919 sattes en pjäs upp om Barrys liv med Sybil Thorndike i huvudrollen.